# SIMP J013656.5+093347
SIMP J013656.5 + 093347 або SIMP0136 — зоря, коричневий карлик або об'єкт планетарної маси в сузір'ї Риби. Зоря розташована на відстані 21 св. рік від Землі. Належить до спектрального класу T2.5.
Об'єкт був відкритий у 2006 році. Тоді він був класифікований як коричневий карлик. Уточнення його параметрів у 2017 році дало науковцям підстави стверджувати, що маса небесного тіла становить приблизно 13 мас Юпітера. Отже, SIMP0136 перебуває прямо на межі, що відокремлює планети-гіганти від коричневих карликів. При цьому він не обертається навколо якої-небудь зорі, маючи власну орбіту всередині галактики. Температура зовнішніх шарів об'єкта становить близько 800 градусів, що для зорі надто мало, а для планети надто багато. Не виключено, що SIMP0136 — всеж коричневий карлик, тобто всередині нього відбуваються або колись відбувались термоядерні реакції.